# Aleuroplatus vinsoniodes
Aleuroplatus vinsoniodes es un insecto hemíptero de la familia Aleyrodidae, con una subfamilia: Aleyrodinae.
Fue descrita científicamente por primera vez por Quaintance & Baker en 1917.